# Jazigok

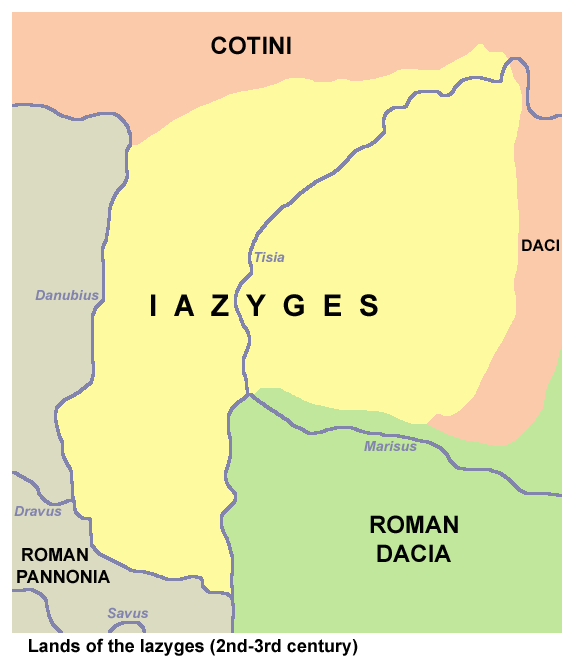
Jazig területek az Alföldön a 2-3. században

A jazigok indoiráni nyelvű nép voltak az ókorban, akik a szkítákkal rokon szarmaták törzsszövetségébe tartoztak. A Kárpát-medencébe két szarmata törzs érkezett, a jazigok és a roxolánok. A jazigok a Duna–Tisza köze északi részét foglalták el, településnyomaikat Vác és Dunakeszi területén is feltárták.

## Ókori történetük
Az ókori jazig népnév, mint több törzset jelölő név, az i. e. 3-2. században tűnik fel. Ősi hazájuk feltehetően Közép-Ázsia volt, ahonnan nyugatra, a Kaszpi-tenger, majd a Fekete-tenger északi partvidékéhez vándoroltak. Első említésük a görög Ptolemaiosznál található Iazyges Metanastae néven. Az i. e. 1. században a mai Moldva és Ukrajna területén éltek, ahol magas szintű földműves kultúrát teremtettek. Egy görög forrás VI. Mithradatesz Eupator pontuszi király szövetségeseiként említi őket. I. e. 78-76 között a rómaiak az Al-Dunánál büntető hadjáratot vezettek ellenük. I. e. 7-ben a Burebista dák király országának összeomlásakor a jazigok egy része a Kárpát-medencébe költözött. 
A 2. és 3. században a jazigok a markomannokkal szövetkeztek Marcus Aurelius császár ellen.
A kelet-európai jazig törzsek a több mint fél évezredes szarmata korszak idején valószínűleg a többi szarmata törzzsel, így az alánokkal is keveredtek, majd a törzsszövetség bukása után velük együtt szóródtak szét. A szarmata törzsek szövetségét a 350-ben bekövetkezett hun támadás söpörte el. A különböző szarmata törzsek a hunokat követően avar, türk, kazár, onogur, ősmagyar, besenyő, kun fennhatóság alatt éltek, és ezekbe a népekbe fokozatosan beolvadtak.

## A jazig népnév fennmaradása
A kelet-európai jazigok egyes csoportjai feltehetően összeolvadtak az alánokkal, akikkel eleve közeli rokonságban álltak. Az alánok a 6. századtól a Kaukázusban és a Don vidékén alapítottak királyságot, majd a kereszténységet is felvették. Az alánok török neve, az ász egyesek szerint a jazigok nevéből származott, ahogyan a középkorban Magyarország területére települő, valószínűleg alán eredetű jászok elnevezése is. A török ász szó elé egyes feltevések szerint szláv hatásra került a lágyító j betű, és így nyerte el a népnév a jász alakot. Egyes tudósok a jászok őseit már a régebbi korokban is a jazigokban keresték, és innen ered a Jászság latin elnevezése az újkorban, a Jazygia.
Mindenesetre Tóth János és Tóth Marianna tanulmánya a jazigokat meg sem említi a jászok őstörténetében. Szerintük az alánoknak nem volt eredetileg saját összefoglaló nevük a törzsi neveiken túl, a grúzok nevezték el osebiknek, amiből az oszét elnevezés származik.